# Adrenalynn
Adrianna Lynn (Allen, Texas; 8 de julio de 1985) conocida artísticamente como Adrenalynn, es una actriz pornográfica estadounidense.

## Biografía
En su infancia fue modelo para el catálogo J. C. Penney. Estudió en la Southern Methodist University de Dallas, donde se graduó en Bellas artes.
Entró en la industria pornográfica en 2007, a los 22 años, y en noviembre de 2007 firmó un contrato con la productora Digital Playground.
Con el filme Cheerleaders, Adrenalynn obtuvo el Premio AVN 2009 a la mejor escena de sexo entre chicas.
Además de estrella pornográfica, Adrenalynn es una profesional del tatuaje y los piercings. Tiene tatuajes en su espalda y pies, así como pírsines en su nariz, orejas, lengua y ombligo. También tiene un tatuaje en su brazo y en la espalda baja en los que se inscribió su apodo, Adrenalynn, con el que comenzó su carrera pornográfica, así como la frase "Jarrod's Little Fuck Doll" tatuada alrededor de su ano.
Reside en California, donde ha desarrollado su carrera pornográfica y artística tatuando al público.

## Premios
- 2009: Mejor escena de sexo entre chicas - Premios AVN.[7]